# Warzęchowy Filar

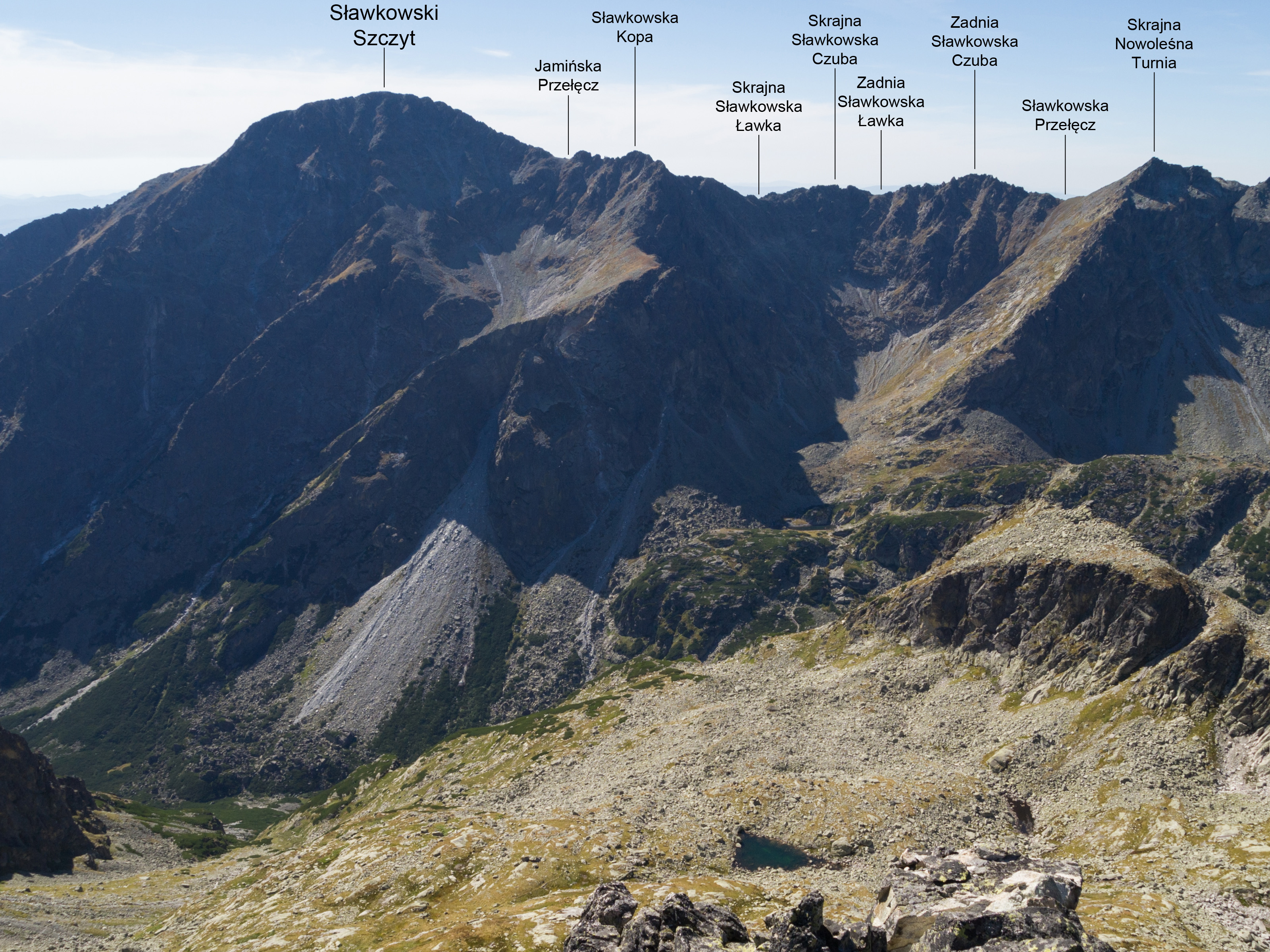
Warzęchowy Filar widoczny na zdjęciu przed Sławkowską Kopą

Warzęchowy Filar (słow. Vareškový pilier) – boczna grań w słowackich Tatrach Wysokich, odgałęziająca się na północ od masywu Sławkowskiej Kopy i opadająca w kierunku Doliny Staroleśnej. Początkowo prowadzi prosto na północ, w dalszej części skręca na północny wschód.
Warzęchowy Filar oddziela od siebie dwie kotliny: Nowoleśną Kotlinę na zachodzie i Jaminę na wschodzie. Z Jaminy opada dalej Jamiński Żleb, ograniczony od północnego zachodu Warzęchowym Filarem i Jamińskim Filarem, który od tego pierwszego odgałęzia się w środkowej części. Między Jamińskim i Warzęchowym Filarem znajduje się stroma rynna, niżej przechodząca w Jamińskie Usypy – wielki stożek piargowy położony między Jamińską Strażnicą a Małą Warzęchową Strażnicą.
Kolejno w grani od głównego wierzchołka Sławkowskiej Kopy zwanego Wielką Sławkowską Kopą (Veľká Slavkovská kopa) znajdują się:
- Wyżnia Sławkowska Szczerbina (Vyšná slavkovská štrbina),
- Mała Sławkowska Kopa (Malá Slavkovská kopa),
- Jamińska Szczerbina (Štrbina za Slavkovskou ihlou),
- Jamińska Turniczka (Slavkovská ihla),
- Warzęchowy Przechód (Slavkovská priehyba),
- Wielka Warzęchowa Strażnica (Slavkovská stráž), od której odchodzi Jamiński Filar z Jamińską Strażnicą oddzieloną Jamińskim Przechodem,
- Pośredni Warzęchowy Przechód (Prostredná slavkovská priehyba),
- Pośrednia Warzęchowa Strażnica (Prostredná slavkovská stráž),
- Niżni Warzęchowy Przechód (Nižná slavkovská priehyba),
- Mała Warzęchowa Strażnica (Malá slavkovská stráž).

Na całym odcinku grani nie występują żadne szlaki turystyczne.